# فيجوال ستوديو
فيجيوال ستوديو (بالإنجليزية: Visual Studio)‏ هي بيئة التطوير المتكاملة الرئيسية من مايكروسوفت. تتيح برمجة واجهة المستخدم الرسومية والبرامج النصية إلى جانب ويندوز فورم ومواقع ويب وتطبيقات ويب وخدمات وب مدعومة ب مايكروسوفت ويندوز وويندوز موبايل وإطار عمل دوت نت ومايكروسوفت سيلفرلايت.
يحتوى فيجيوال استوديو على محرر أكواد يدعم تقنية انتليسنس واعادة كتابة الكود، ويحتوى أيضا على مترجم يكشف أخطاء وقت التشغيل ومفسر يكشف الأخطاء الاملائية في الأكواد ويحتوى أيضا على مصمم نماذج لبناء واجهة مستخدم رسومية ومصمم ويب ومصمم فئات(صنف (علوم الحاسب)) ومصمم مخطط قواعد بيانات ومصمم لتقارير الكريستال.
يدعم فيجيوال استوديو العديد من لغات البرمجة مثل مايكروسوفت فيجيوال سي++ ومايكروسوفت فيجيوال سي# ومايكروسوفت فيجيوال بيسك وجافا سكريبت والعديد أيضا من لغات الترميز مثل لغة ترميز النص الفائق ولغة الترميز القابلة للامتداد ولغة ترميز النص الفائق القابلة للتمديد وأكس أس أل.

## المواصفات

### محرر الأكواد
يحتوى الفيجوال استوديو على محرر أكواد يدعم تعليم الصيغة والاكمال التلقائى ويستخدم أيضا تقنية انتليسنس لتساعد المبرمج في كتابة المتغيرات والدوال والوسائل والدورات بسرعة، ويدعمها المحرر في كتابة جميع لغات البرمجة والترميز التي يحتويها فيجوال استوديو.
يدعم محرر أكواد فيجوال استوديو أيضا إمكانية وضع علامات مرجعية في الكود للمساعدة في التصفح السريع، يدعم أيضا إمكانية collapsing and expanding
مجموعات الأكواد والبحث والاستبدال في الكود، ويدعم أيضا code snippets وهي قوالب جاهزة من الكود يكمن ادراجها وادخال تغييرات عليها داخل المشروعات الجارى العمل عليها ويدعم أيضا إمكانية اعادة كتابة الكود.

الشعار القديم

يقوم محرر الأكواد أيضا بوضع خطوط حمراء أسفل الأخطاء الاملائية وخطوط خضراء أسفل الانذرات.

### متعقب الأخطاء
يحتوى فيجوال ستوديو على متعقب أخطاء تدعمه جميع اللغات المدعومة يكشف أخطاء وقت التشغيل والأخطاء الاملائية ويسمح بوضع نقاط توقف عند سطور الكود والتي يتوقف البرنامج عن العمل عندما يصل لهذا السطر.
يوجد أيضا في فيجوال استوديو نافذة immediate window والتي تسمح بتجريب الدوال أثناء كتابتها.

## المنتجات المدعومة

### المنتجات الحالية
- مايكروسوفت فيجوال سي++
- مايكروسوفت فيجوال سي#
- مايكروسوفت فيجوال بيسك
- مايكروسوفت فيجوال ويب ديفولبيد
- تيم فاوندشين سيرفر

### المنتجات السابقة
- فيجوال فوكس برو
- فيجوال سورس سيف
- فيجوال إنتر ديف
- مايكروسوفت فيجوال جي++/مايكروسوفت فيجوال جي#

## إصدارات الفيجيوال ستوديو

### بالسنين
- فيجيوال ستوديو 97
- فيجيوال ستوديو 6
- فيجيوال ستوديو.نت (2002)
- فيجيوال ستوديو.نت 2003
- فيجيوال ستوديو.نت 2005
- فيجيوال ستوديو.نت 2008
- فيجيوال ستوديو.نت 2010
- فيجيوال ستوديو.التميت 2012
- فيجيوال ستوديو.التميت 2013
- فيجيوال ستوديو.كومينيتي 2015
- فيجيوال ستوديو.كومينيتي 2017

### فيجوال ستوديو 97
اطلقت مايكروسوفت فيجوال ستوديو (المسماة رمزيا بوسطن على اسم المدينة، وهكذا كانت بداية تسمية الفيجوال ستوديو على أسماء المدن) في عام 1997 جامعة العديد من ادوات البرمجة معاً للمرة الأولى. الفيجوال ستوديو 97 اتت بأصدارين : فيجوال ستوديو الإصدار الاحترافي وفيجوال ستوديو إصدار الشركات، الإصدار الاحترافي جاء على ثلاثة اقراص ليزرية اما إصدار الشركات قد جاء على اربع اقراص ليزرية.احتوت فيجوال ستوديو 97 على++J إصدار 1.1 للبرمجة بلغة الجافا كما واحتوت على
Visual InterDev لأنشاء صفحات ويب لمواقع الانترنيت باستخدام خادم الصفحات التفاعلية Active Server Pages كان هناك قرص ليزري مرفق يحتوي على Microsoft Developer Network library المعروف بـM.S.D.N.

فيجوال ستوديو 97 كانت أول محاولة من مايكروسوفت لأستخدام نفس بيئة البرمجة لعدة لغات حيث ان ++Visual J وInterDev وحتى مكتبة MSDN قد استخدموا جميعا بيئة برمجية واحدة اطُلق عليها Developer Studio

فيجوال ستوديو قد اطلقت كحزمة البرمجة المنفصلة المستخدمة للبرمجة بلغات فيجوال ++C وفيجوال بيسك وفيجوال فوكس برو

### بالأنواع

#### فيجوال ستوديو اكسبريس
هو بيئة تطوير مجانية من مايكروسوفت للهواة والطلبة أول إصدار له هو إصدار عام 2005 وهو يحتوى على المنتجات التالية
- فيجوال بيسك اكسبريس
- فيجوال سى بلس بلس اكسبريس
- فيجوال سى شارب اكسبريس
- فيجوال ويب ديفيلوبر اكسبريس
- اس كيو ال اكسبريس

#### فيجوال ستوديو بروفيشنال
تحتوى هذه النسخة على جميع اللغات المدعومة وتقوم بإنشاء تطبيقات للموبايل وحزم لتثبيت البرامج ونشرها ودعم كامل من مكتبة ام اس دى ان وقوالب مشروعات أكثر.

#### فيجوال ستوديو سيستم تيم
هي نسخة مطورة عن فيجوال ستوديو برفيشنال وتكون شاملة أكثر ومخصصة للفرق البرمجية في الشركات البرمجية.

## وصلات خارجية
- الموقع الرسمي